# Lukáš Veverka
Lukáš Veverka (* 31. května 1982) je český režisér a motion designér znělek televizních pořadů a reklamních spotů.

## Život
Rok po maturitě na Střední umělecké škole grafické v Jihlavě byl přijat do ateliéru Grafického designu na Fakultě výtvarných umění v Brně. V roce 2005 vyhrál s krátkým filmem 5-HTT cenu Film Reflection na festivalu FreshFilmFest v Karlových Varech. Bakalářské studium zakončil prací na téma Televizní grafika (vizuál studentské televize: znělky, servisní grafika, atd). Následně absolvoval tříměsíční stáž v interaktivním týmu holandského studia Dumbar. V roce 2007 pracoval v České televizi na projektu redesignu jako art-director kanálu ČT4 Sport. Mezi lety 2006 až 2008 působil jako pedagog Motion Designu na Vyšší odborné škole v Jihlavě.
V letech 2008 až 2010 organizoval ve svém brněnském bytě program oborových workshopů Pellico5.
Od roku 2017 vysílá na platformě Twitch pravidelné nedělní oborové rozhovory s kolegy z oblasti designu, videa, režie, motion designu a pod. nazvané Design Talk.

## Dílo
Jako motion designér realizoval řadu motion-design projektů pro televizní kanály jako MTV, Nova, Prima, Česká televize, Prima Cool, Nova Action, nebo Prima Zoom. V roce 2013 vytvořil redesign pro hudební televizi Óčko. Za tuto práci byl Lukáš Veverka nominovaný v kategorii Best Channel Design na Promax/BDA v Paříži. Za práci na vizuálu filmu Já, Olga Hepnarová získal v roce 2016 ocenění Český lev za nejlepší filmový plakát.
Jako režisér realizoval spoty pro klienty jako Philips, Lego, Vodafone, Blesk Mobil, ČSOB, Člověk v tísni, nebo Amnesty International.
Pro televizi Stream.cz zrealizoval v průběhu let 2010 az 2018 celou řadu znělek a vizuálu pořadů jako Kazmova OneManShow, Praha vs Prachy, A dost a další...
Jako výtvarník a supervizor vizuálních efektů se podílel na celovečerním filmu Krásno (režie Ondřej Sokol), na filmu Já, Olga Hepnarová (režie Tomáš Weinreb a Petr Kazda) a na filmové pohádce Řachanda (režie Marta Ferencová) kde zároveň režíroval druhý štáb.
V roce 2018 natočil volební spot pro prezidentského kandidáta Michala Horáčka., vytvořil nový vizuál pro youtubera StandaShow. Realizoval dva klipy pro Tipsport do série Jen dohromady jsme sport, v prvním účinkují Barbora Hermannová a Markéta Sluková, v druhém Ester Ledecká. a spot Nechte se unést! pro festival Febiofest.
Ve stejném roce zakládá společně s Pavlem Kacerlem a Matějem Suchým studio Smashbuster Archivováno 12. 10. 2020 na Wayback Machine., ve kterém se zabývají gamefikací reality. Vytvořili projekty Baby Groot Archivováno 1. 10. 2020 na Wayback Machine., Spider-Jam Archivováno 1. 10. 2020 na Wayback Machine. a LivePenalty Archivováno 1. 10. 2020 na Wayback Machine..
V roce 2019 vytvořil spot Jedny oči nestačí pro festival Febiofest, v současné době také realizuje intro pro českého streamera ArcadeBulls alias Oldřicha Štěrbu, jehož hlavní součástí je animatronic býk, postavený z herních komponent.
Tento projekt je jedinečný v tom, že komunita streamera mohla poslat své komponenty. Celý proces tvorby intra vysílal na svém Twitch kanále.

## Výstavy a publikace
Jeho práce byly prezentovány na výstavách jako je Bienále Grafického Designu v Brně nebo Trienále plakátu v Trnavě. Objevily se také v odborných časopisech jako je Font, Typo nebo Computer Arts.

## Ocenění
- Cena České filmové a televizní akademie (Český lev 2016) za nejlepší filmový plakát k filmu Já, Olga Hepnarová, 4.3.2017[11]
- Zlatá pecka za spot Hero pro Člověka v tísni, 2014[12]
- Best Channel Design na Promax/BDA v Paříži, 2014[2]
- Rocket Award na PROMAX/BDA, 2008[13]
- Vítěz MTV + ME Contest se spotem MTV: From Winter Till Spring MTV Asia, 2008[14]
- 1. místo Non professional Movie’s Competition na FRESH FILM FESTu v Karlových Varech, 2005